# Сканторп
Ска́нторп (англ. Scunthorpe) — город, административный центр унитарной единицы Северный Линкольншир, Англия. Один из крупнейших металлургических центров Великобритании. Третье из крупных поселений Линкольншира после Гримсби и Линкольна.

## Экономика

### Стальная промышленность
Металлургическая промышленность в Сканторпе была основана в середине XIX в. после открытия и разработки залежей железных руд Мидл-Лиас к востоку от Сканторпа. Первоначально железная руда экспортировалась производителям железа в Южном Йоркшире. Позже, после строительства железной дороги Трент, Анколм и Гримсби (1860-е годы), в этот район был открыт железнодорожный доступ, производство чугуна в этом районе быстро расширилось за счет использования местного железа и импортируемого угля или кокса. Стремительная промышленная экспансия в этом районе привела непосредственно к развитию города, который в конечном итоге объединил несколько других поселков и деревень в ранее малонаселенном, полностью сельскохозяйственном районе.